# Fata căpitanului (roman)
Fata căpitanului (în rusă Капитанская дочка, transliterat: Kapitanskaia docika) este un roman istoric scris de scriitorul rus Alexandr Pușkin. A fost publicat pentru prima dată în 1836 în numărul 4 al revistei literare Sovremennik și este singurul său roman finalizat. Romanul prezintă o relatare romanticizată a Revoltei lui Pugaciov din 1773–1774. Titlul „Fata căpitanului” a fost utilizat și pentru a desemna o colecție de povestiri, dintre care una este acest roman.

## Rezumat
Piotr Andreiîci Griniov (narațiunea este relatată din perspectiva sa) este singurul copil supraviețuitor al unui ofițer pensionat al Armatei Imperiale. La împlinirea vârstei de 17 ani, tatăl său îl trimite în serviciul militar la Orenburg. În drum spre destinație, Piotr se rătăcește într-o furtună de zăpadă, dar este salvat de un om misterios. În semn de recunoștință, Piotr îi oferă ghidului haina sa din piele de iepure.
Ajuns la Orenburg, Piotr se prezintă ofițerului său superior și este trimis să servească la Fortul Belogorski, sub comanda căpitanului Ivan Mironov. „Fortul” nu este decât un gard în jurul unui sat, iar soția căpitanului, Vasilisa, este cea care de fapt conduce lucrurile. Piotr se împrietenește cu ofițerul său coleg, Șvabrin, care fusese trimis aici în exil după ce a ucis un adversar într-un duel. La un prânz cu familia Mironov, Piotr o cunoaște pe fiica acestora, Mașa, de care se îndrăgostește. Această situație generează un conflict între Piotr și Șvabrin, care fusese refuzat de Mașa. Când Șvabrin insultă onoarea Mașei, Piotr îl provoacă la duel și este rănit. Piotr îi cere tatălui său permisiunea de a se căsători cu Mașa, dar acesta refuză.
Nu cu mult timp după aceea, fortăreața este asediată de rebelii conduși de Emelian Pugaciov, care pretinde a fi împăratul Petru al III-lea. Cazacii staționați în fortăreață trec de partea lui Pugaciov, iar acesta cucerește fortăreața cu ușurință. El îi cere căpitanului Mironov să-i jure credință, iar când acesta refuză, Pugaciov îl spânzură și o ucide pe soția acestuia. Când vine rândul lui Piotr, Șvabrin apare brusc ca fiind de partea rebelilor și, la sfatul acestuia, Pugaciov ordonă ca Piotr să fie spânzurat. Totuși, viața lui este cruțată pe neașteptate, deoarece Pugaciov se dovedește a fi ghidul care îl salvase pe Piotr din viscol, recunoscându-l și amintindu-și cu afecțiune de el.
În seara următoare, Piotr și Pugaciov discută în privat. Piotr îl impresionează pe Pugaciov cu sinceritatea refuzului său de a-l servi. Pugaciov decide să-l lase pe Piotr să plece la Orenburg, cu misiunea de a transmite guvernatorului că Pugaciov intenționează să mărșăluiască asupra orașului său. Fortăreața este lăsată sub comanda lui Șvabrin, care profită de situație pentru a o forța pe Mașa să se căsătorească cu el. Piotr pleacă în grabă pentru a împiedica această căsătorie, dar este capturat de trupele lui Pugaciov. După ce explică situația, Piotr și Pugaciov călătoresc împreună spre fortăreață.

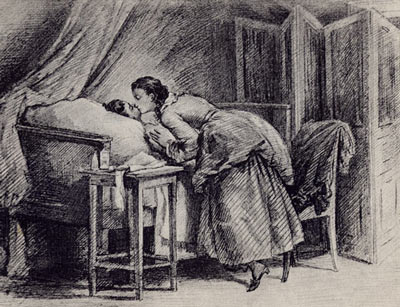
Mașa și Piotr;
ilustrație de Pavel Sokolov

După ce Mașa este eliberată, cei doi pleacă spre moșia tatălui lui Piotr, dar sunt interceptați de trupele imperiale. Piotr decide să rămână cu armata și o trimite pe Mașa la tatăl său. Războiul cu Pugaciov continuă, iar Piotr se alătură din nou armatei. În momentul înfrângerii lui Pugaciov, Piotr este arestat pentru presupuse relații amicale cu Pugaciov. În timpul interogatoriului, Șvabrin depune mărturie că Piotr este trădător. Nevrând să o implice pe Mașa în proces, Piotr nu reușește să respingă această acuzație și este condamnat la moarte. Deși împărăteasa Ecaterina cea Mare îi comută pedeapsa cu moartea, Piotr rămâne în închisoare.
Mașa înțelege de ce Piotr nu s-a putut apăra și decide să meargă la Sankt Petersburg pentru a prezenta o petiție împărătesei. La Țarskoe Selo, Mașa întâlnește o doamnă de la curte și îi dezvăluie planul ei de a o aborda pe împărăteasă în favoarea lui Piotr. Inițial, doamna refuză, susținând că Piotr este un trădător, dar Mașa reușește să explice toate circumstanțele. Curând, Mașa primește o invitație de a o vedea pe împărăteasă și este uluită să o recunoască drept doamna cu care vorbise anterior. Împărăteasa, convinsă de inocența lui Piotr, ordonă eliberarea acestuia. Piotr asistă la decapitarea lui Pugaciov. El și Mașa se căsătoresc.

## Personaje
- Piotr Andreiîci Griniov – tânăr ofițer al Armatei Ruse
- Andrei Petrovici Griniov – tatăl lui Piotr
- Avdotia Vasilievna – soția lui Andrei, mama lui Piotr
- Arhip Saveliîci – slujitorul loial al lui Piotr
- Maria Ivanovna (Mașa) – marea iubire a lui Piotr și viitoarea sa soție
- Ivan Kuzmici Mironov – tatăl Mariei și căpitan în armată
- Vasilisa Egorovna – soția lui Ivan, mama Mariei
- Aleksei Ivanovici Șvabrin – ofițer, dușmanul lui Piotr
- Emelian Pugaciov – ataman al cazacilor de pe Iaik și lider al unei mari insurecții populare împotriva Ecaterinei cea Mare
- Gherasim – cleric
- Akulina Pamfilovna – soția lui Gherasim
- Ecaterina cea Mare – împărăteasa Rusiei din 1762 până în 1796
- Anna Vlasevna – prietena Mariei
- Andrei Karlovici – general aflat în serviciu la Orenburg
- Ivan Ivanovici Zurin – ofițer cavalerist dragonaș
- Maksimîci – ofițer cazac
- Ivan Ignatievici – bătrân și ofițer în slujba lui Mironov
- Monsieur Beaupré – preceptorul lui Piotr
- Palașka, Akulka – servitoare

## Adaptări
Compozitorul Țezar Kiui a adaptat romanul într-un libret pentru opera cu același nume. Au fost realizate, de asemenea, mai multe filme:
- 1934 – Volga in Flames, regizat de Viktor Tourjansky.
- 1947 – La figlia del capitano, regizat de Mario Camerini, cu Cesare Danova în rolul lui Piotr și Irasema Dilián în rolul Mașei.
- 1958 – Tempest, regizat de Alberto Lattuada, cu Geoffrey Horne în rolul lui Piotr și Silvana Mangano în rolul Mașei.
- 1958 – Kapitanskaya Dochka, regizat de Vladimir Kaplunovsky, cu Oleg Strizhenov în rolul lui Piotr și Iya Arepina în rolul Mașei.
- 1998 – Dark Brown Eyes, o operă muzicală regizată de Sha Tamae pentru Takarazuka Revue.
- 2000 – Russkiy Bunt, regizat de Aleksandr Proshkin, cu Mateusz Damiecki în rolul lui Piotr și Karolina Gruszka în rolul Mașei.
- 2005 – The Captain's Daughter, un film de animație stop-motion de 28 de minute.[1] S-a clasat pe locul 4 în clasamentul profesional la Festivalul Rus de Film de Animație din 2006.[2] A câștigat un Premiu Golden Eagle la categoria „Cel mai bun film de animație” în 2007.[3]